# Edna Santini
Edna Santini (Jacareí, 15 de julho de 1992), também conhecida como Edninha, é uma jogadora de rugby sevens e union brasileira.

## Biografia

### Primeiros anos
Nascida em Jacareí, município localizado no interior do São Paulo, no ano de 1992, mas natural de São José dos Campos, aos 10 anos de idade começou a praticar o esporte, em um projeto do São José Rugby. Quando começou a pratica do rugby, Edninha jogava apenas com meninos por falta de uma equipe feminina na sua cidade.

### Carreira
Ganhando destaque no clube, aos 16 anos, a atleta foi convocada para treinar na Seleção Brasileira de Rugby Sevens Feminino. Quatro anos mais tarde, em 2011, jogou sua primeira partida oficial no Circuito Mundial de Sevens, realizado em Dubai, nos Emirados Árabes. Por seu tamanho e agilidade, recebeu um novo apelido, o de pocket rocket (foguete de bolso, em inglês).
Em 2013, fez parte da equipe convocada para participar da Copa do Mundo de Rugby Seven, na Rússia, ficando na 11ª posição no torneio. 
Participou da delegação brasileira que foi para os Jogos Pan-Americanos de 2015, realizado em Toronto, no Canadá. A Seleção Brasileira disputou a medalha de bronze, contra a seleção da Argentina, na qual superou a rival sul-americana após vencer por 29 a 0, garantindo assim o bronze para o Brasil.
Com o bronze no Pan, o Brasil classificou-se para disputar os Jogos Olímpicos de Verão de 2016, realizados no Rio de Janeiro. Após noventa e dois anos, o Rugby retornou a ser disputado em Jogos Olímpicos.
Edninha integrou o elenco da Seleção Brasileira Feminina de Rúgbi de sete que ficou em 9.° lugar na Rio 2016. Edna foi um dos destaques da equipe na competição.
Como atleta do São José, conquistou o tricampeonato do Paulista de Rugby Sevens entre os anos de 2015 e 2017.
Ainda em 2017, Edna embarcou para uma nova experiência no rugby XV, onde teve uma breve passagem pelo CRAT Coruña, da Espanha., ficando no clube por 3 meses, retornando para São José para a temporada de 2018. 
Em 2019, mudou-se para Portugal, onde defendeu as cores do time de rugby do Sporting. Seu primeiro torneio oficial pelo clube lisboeta, foi o Circuito de Ten-a-Side português, onde o clube sagrou-se campeão.[carece de fontes?] Além disso, o clube conquistou o campeonato nacional de Seven, onde a Edna teve participação fundamental para a conquista do título contra as arquirrivais do Benfica.
Em 2020 retorna ao clube que a formou e tem atuações de destaque no cenário nacional brasileiro. Por suas grandes atuações, é convocada para participar da formação da Seleção Brasileira Feminina de Rugby League, pela qual iria disputar o Campeonato do Mundo da modalidade no ano de 2022.
No ano de 2023, celebrando o ano da despedida da Edna do São José Rugby, a equipe conquistou pela quarta vez o campeonato paulista de rugby seven. Em setembro do mesmo ano, volta a vestir o verde e branco do Sporting Clube de Portugal. E já na primeira temporada, sagra-se campeã da Taça de Portugal de rugby XV, mais uma vez contra o Benfica, mais uma vez marcando o try decisivo do título.

### Conquistas

#### São José Rugby
- Campeonato Paulista de Rugby Seven: campeãs 2015, 2016, 2017 e 2023
- Campeonato Brasileiro de Rugby Seven: vice-campeã 2017

#### Sporting Clube de Portugal
- Campeonato Português de Ten-a-Side: campeã 2019
- Campeonato Português de Rugby Seven: campeã 2019
- Taça Ibérica: vice-campeão 2024
- Taça de Portugual de Rugby XV: campeã 2024

#### Seleção Brasileira de Rugby Seven
- Sulamericano de Rugby Seven: campeã 2012, 2013, 2014, 2015 e 2017
- Panamericano de Toronto 2015: medalha de bronze
- Copa do Mundo de Rugby Seven Russia 2013: 11º Lugar

#### Seleção Brasileira de Rugby League
- Copa do Mundo de Rugby League Inglaterra 2021: 7º Lugar